# Anne Seymour Damer

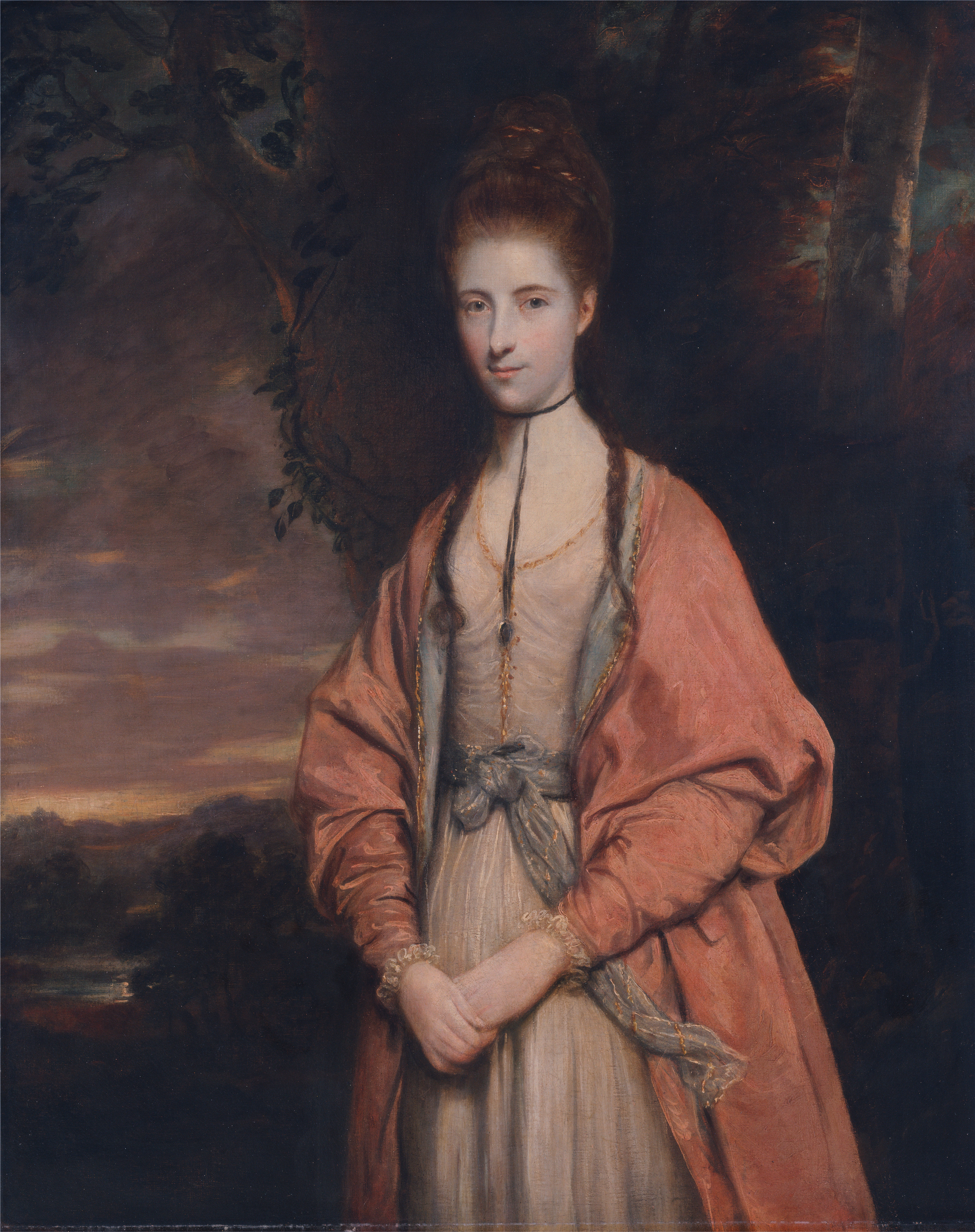
Anne Seymour Damer, por sir Joshua Reynolds, 1773

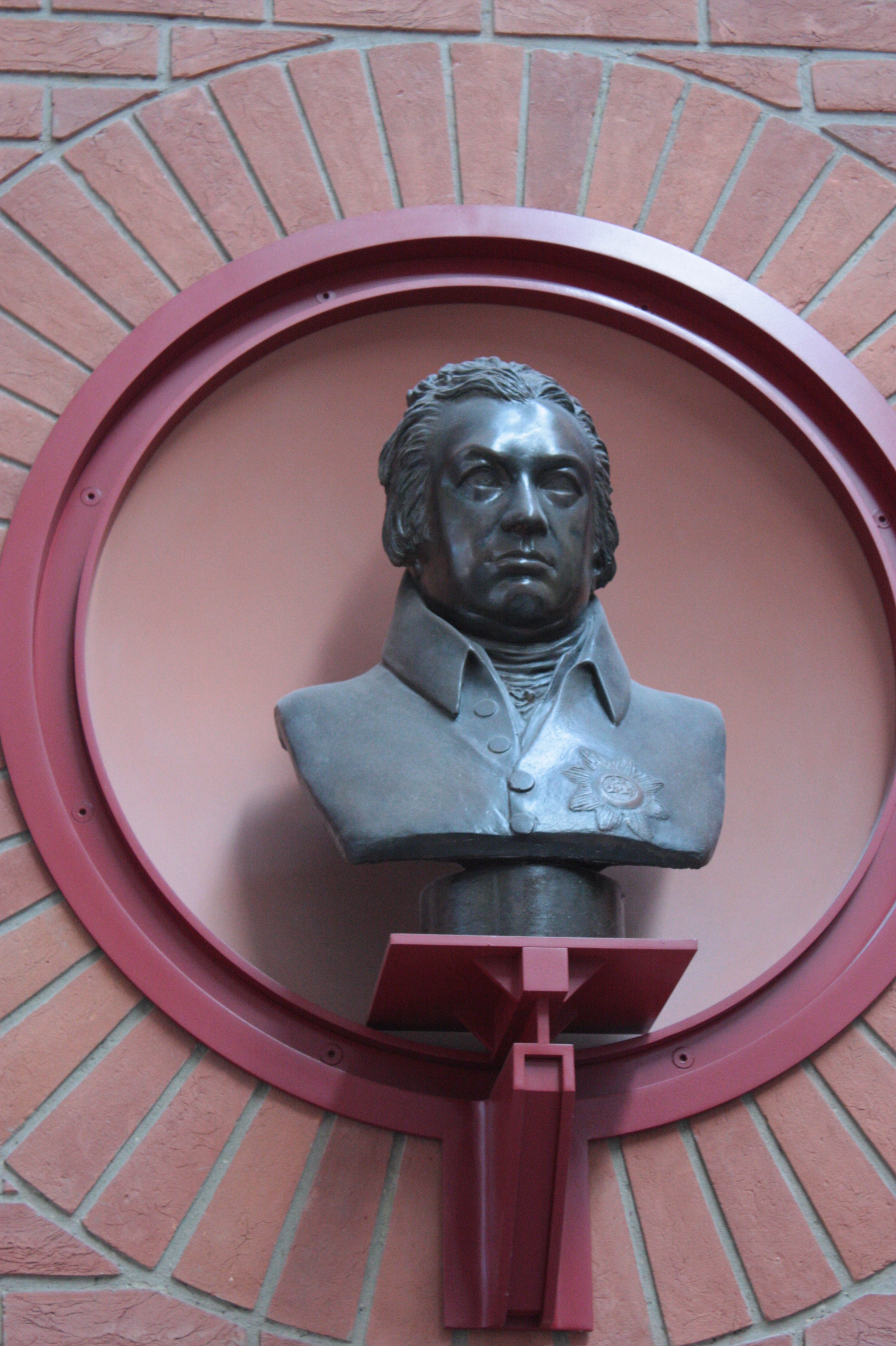
Busto de sir Joseph Banks, por Anne Seymour Damer.

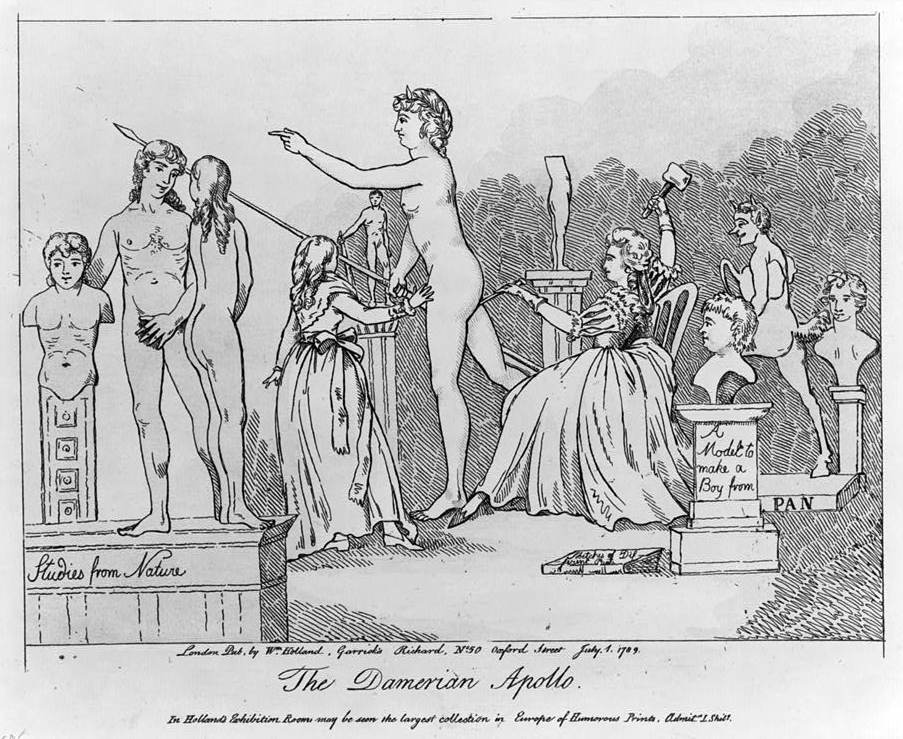
«The Damerian Apollo». Caricatura de Anne Seymour Damer cincelando la parte posterior de un gran Apolo (1798).

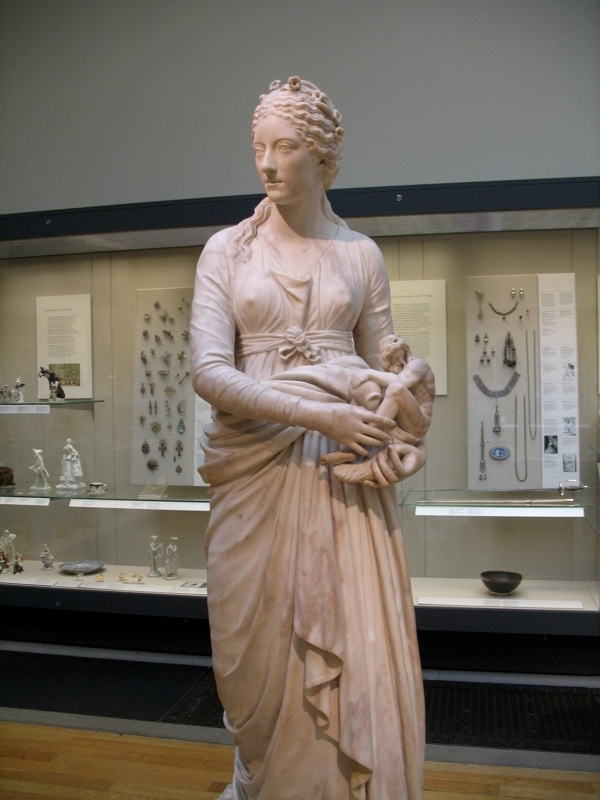
Estatua de Anne Seymour Damer, por Giuseppe Ceracchi.

Anne Seymour Damer (apellido de soltera Conway) (8 de noviembre de 1749-28 de mayo de 1828) fue una escultora inglesa.

## Biografía
Anne Conway nació en Sevenoaks en el seno de una familia aristocrática whig; fue la única hija del mariscal de campo Henry Seymour Conway (1721-1795) y su esposa Caroline Bruce, nacida como Campbell, lady Ailesbury (1721-1803), y fue criada en la casa familiar de Park Place, Remenham, Berkshire.
En 1767 se casó con John Damer, el hijo de Lord Milton, más tarde, el primer conde de Dorchester. La pareja recibió un ingreso de £ 5000 de Lord Milton, y obtuvieron grandes fortunas por parte de Milton y Henry Conway. Se separaron después de siete años, y él se suicidó en 1776, dejando deudas considerables. Su carrera artística se desarrolló durante su viudez.
Anne fue una frecuente viajera por Europa. Durante un viaje fue capturada por un corsario, pero liberada ilesa en Jersey. Visitó a Sir Horace Mann en Florencia, y a Sir William Hamilton en Nápoles, donde fue presentada a Lord Nelson. En 1802, mientras el Tratado de Amiens estaba en vigor, visitó París con la autora Mary Berry y se le concedió una audiencia con Napoleón.
A partir de 1818, Anne Damer vivió en la York House, Twickenham. En 1828 falleció, a los 79 años, en su casa londinense de Grosvenor Square, y fue enterrada en la iglesia de Sundridge, Kent, junto con sus herramientas y delantal de escultora y los restos mortales de su perro favorito.

## Obra
El interés de Anne Seymour por la escultura es atribuido a la influencia de David Hume (quien se desempeñó como subsecretario cuando su padre era Secretario de Estado del Ministerio del Norte, desde 1766 hasta 1768) y fue estimulado por Horace Walpole, quien era su tutor durante los frecuentes viajes de sus padres al extranjero. Según Walpole, su adiestramiento incluyó lecciones de modelado de Giuseppe Ceracchi, de mármol tallado de John Bacon, y de anatomía de William Cumberland Cruikshank.
Durante el período 1784-1818, Damer exhibió 32 obras como expositora honoraria de la Real Academia. Su trabajo, sobre todo bustos en estilo neoclásico, desarrollados a partir de tempranas esculturas de cera hasta las técnicamente complejas obras en terracota, bronce y mármol. Sus temas, en su mayoría provenientes de amigos y colegas en los círculos whig, incluidos lady Melbourne, Nelson, Joseph Banks, Jorge III, Mary Berry, Charles James Fox y ella misma. Realizó varios retratos de actores, así como bustos de sus amigos Sarah Siddons y Elizabeth Farren (como las musas Melpómene y Talía).
Produjo esculturas trapezoidales de Isis y Támesis a cada lado del arco central de un puente en Henley-on-Thames. Los modelos originales están en la Galería Henley, cerca del Museo River and Rowing. Otra importante obra arquitectónica fue su estatua de 10 pies de Apolo, ahora destruida, en la fachada del teatro Drury Lane. También moldeó dos bajorrelieves de la Galería Boydell Shakespeare con escenas de Coriolano y Antonio y Cleopatra.
Damer también fue una escritora, publicando la novela, Belmour (publicada por primera vez en 1801).

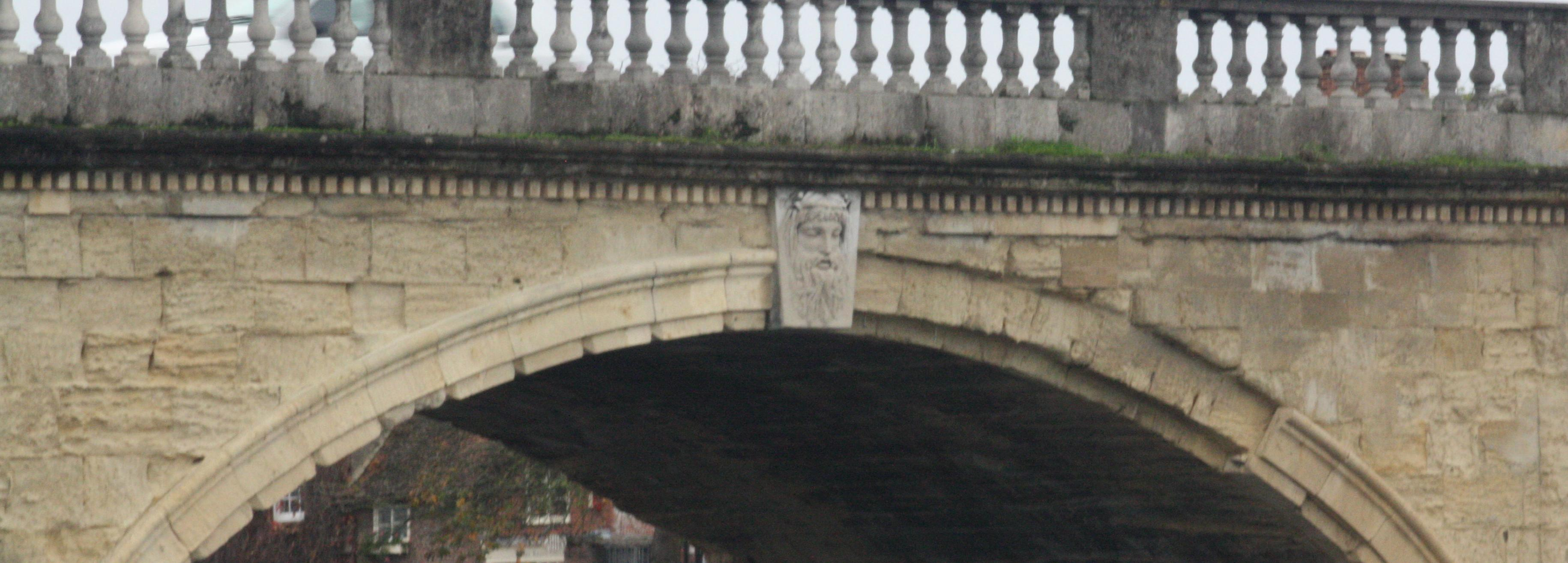
Escultura de Támesis, en la piedra angular del arco central del puente Henley.

## Vida personal
Los amigos de Damer la incluyen en una serie de influyentes whigs y aristócratas. Su tutor y amigo Horace Walpole fue una figura significativa, que le ayudó a impulsar su carrera y a su muerte le dejó su mansión en Londres, Strawberry Hill. Ella también se movió en los círculos literarios y teatrales, donde estaban sus amigos: la poetisa y dramaturga Joanna Baillie, la autora Mary Berry, y las actrices Sarah Siddons y Elizabeth Farren. Ella frecuentemente participó en teatros de máscaras en el Panteón y de aficionados en la residencia londinense del duque de Richmond, que estaba casado con su media hermana.
Varias fuentes han señalado que Damer estuvo implicada en relaciones lésbicas, especialmente en su estrecha amistad con Mary Berry, a quien ella había conocido mediante Walpole en 1789. Incluso durante su matrimonio, sus gustos por la ropa masculina y demostrativas amistades con otras mujeres eran observadas y satirizadas por comentaristas hostiles como Hester Thrale y en el panfleto anónimo A Sapphick Epistle from Jack Cavendish to the Honourable and most Beautiful, Mrs D— (c. 1770).
Un romance entre Damer y Elizabeth Farren, mencionado por Thrale, es el argumento central en la novela de 2004 Life Mask, de Emma Donoghue.

## Referencias

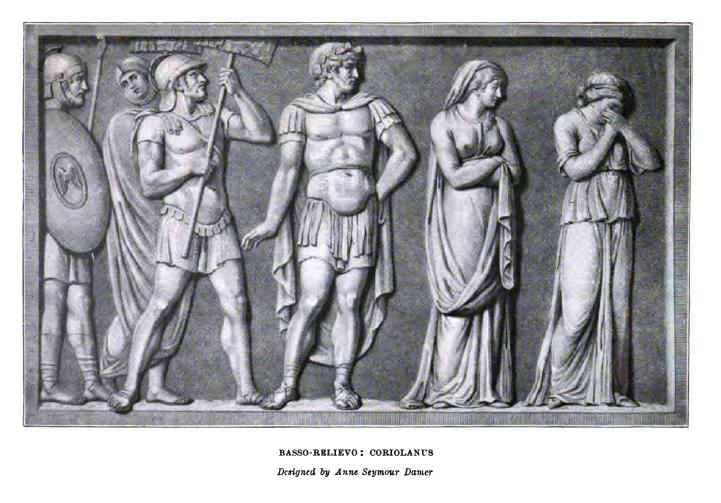
Grabado de Coriolanus (c. 1789) uno de los dos bajorrelieves creados por Damer para la Galería Boydell Shakespeare.